# 家庭农业
家庭农业指以家庭为主体进行的农业活动:47。相对家庭农业，则是群体参与:34的工業畜牧生產和集体耕作。
人类进入農業社會后，家庭农业是农业活动的主要形态。经济学中，称之为小农经济:34。在当代，家庭农场是家庭农业的主要载体。各国家庭农场规模、经营情况因国情不同:20。除传统种植、养殖农业外，当代家庭农业经营范围包括休閒農業。中华人民共和国的休闲农业即是以家庭农场经营为重要形式:29。亦有中华人民共和国研究者指，汉语之外，家庭农业等同于家庭农场（Family farm）。美国家庭农场运营中，通常由家庭自我经营和管理，不雇佣外来劳动。而当代中国所称的家庭农场，其本质不是家庭农业，而是雇佣劳动参与的农业:47—48。